# Nước ép lựu

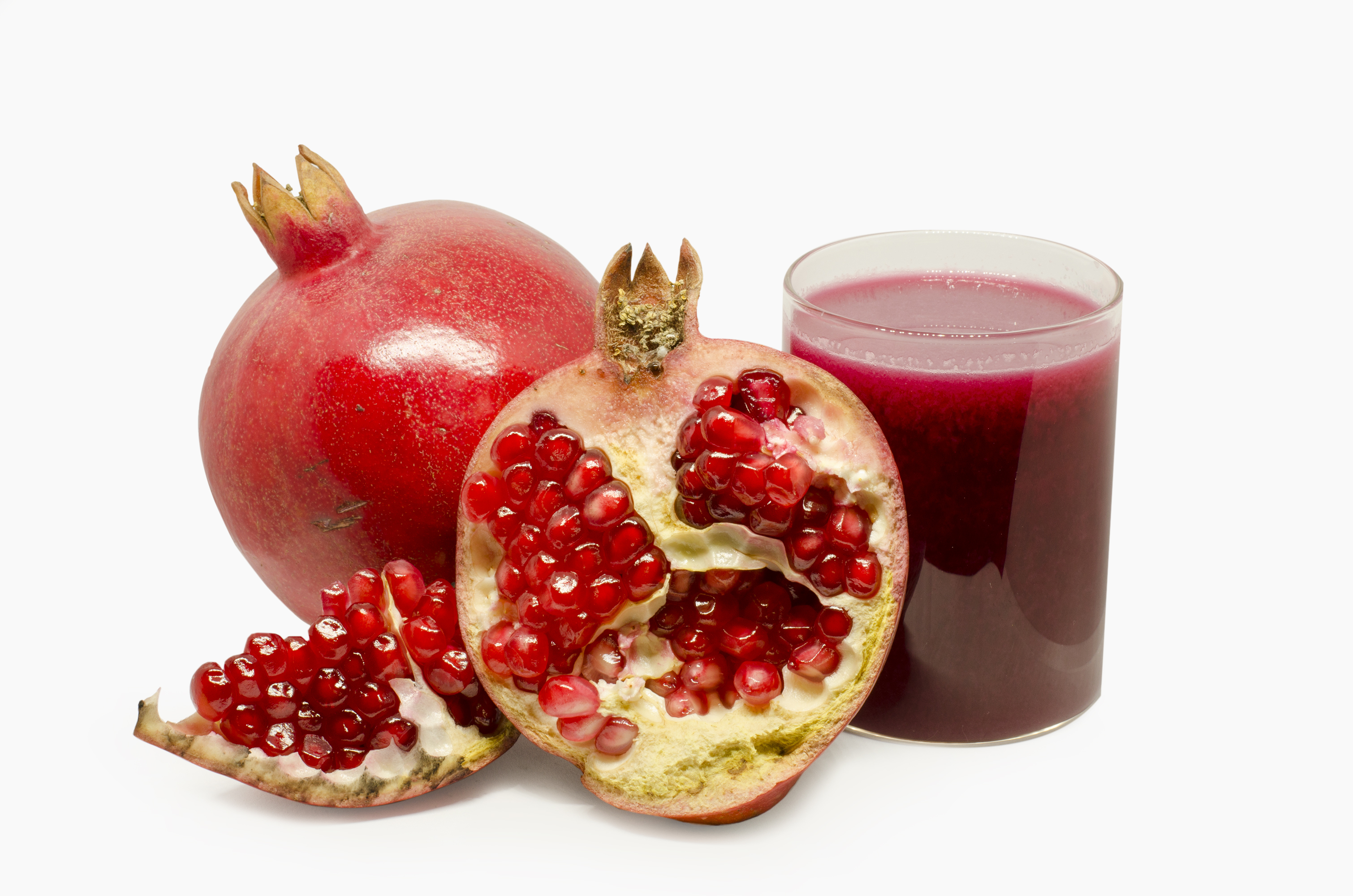
Nước ép lựu ép

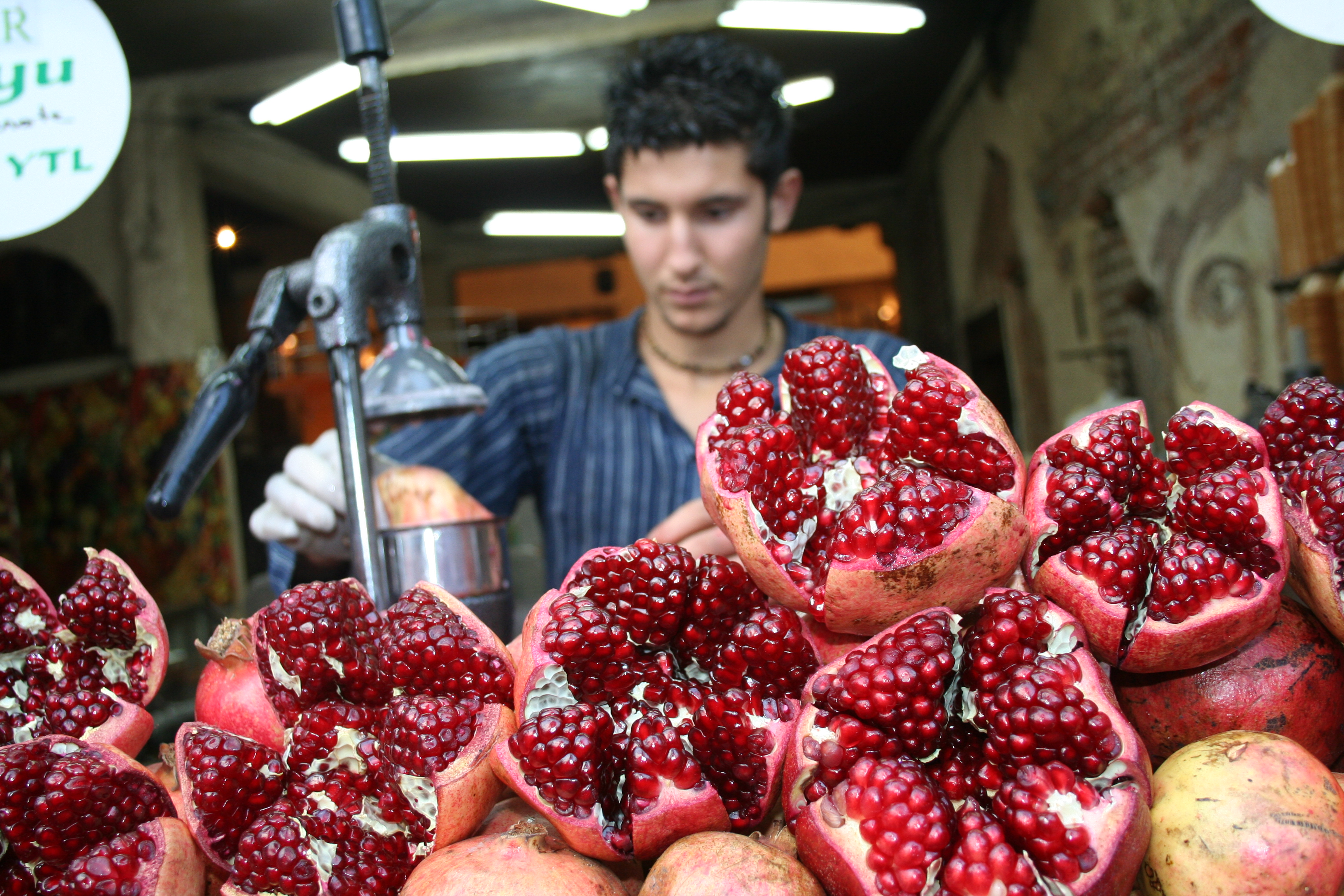
Một công nhân chuẩn bị nước ép từ quả lựu tại một khu chợ ở Istanbul, Thổ Nhĩ Kỳ

Nước ép lựu được làm từ trái cây của quả lựu. Nó được sử dụng trong nấu ăn cả nước trái cây tươi và xi-rô cô đặc.

## Lợi ích và rủi ro sức khỏe có thể
Nhiều nghiên cứu ban đầu được thực hiện về lợi ích sức khỏe có thể có được từ việc uống nước ép lựu, nhưng không có bằng chứng mạnh mẽ nào cho thấy bất kỳ tác dụng nào trong kiểm soát huyết áp, điều trị ung thư, kiểm soát glucose và insulin, hoặc bệnh tim. Bất kỳ lợi ích tiềm năng nào cũng cần phải được cân bằng với hàm lượng calo cao có nguồn gốc từ đường tự nhiên.

### Tiếp thị
Những lợi ích sức khỏe của nước ép lựu được POM Wonderful, một nhà sản xuất sản phẩm lựu quảng bá. Kể từ tháng 9 năm 2010, công ty và các hiệu trưởng của nó là đối tượng của một khiếu nại quảng cáo sai lệch của Ủy ban Thương mại Liên bang (FTC). Vào tháng 5 năm 2012, sau một phiên điều trần, thẩm phán luật hành chính đã đưa ra ý kiến tán thành một số cáo buộc quảng cáo sai lệch trong khiếu nại của FTC dựa trên ngụ ý trái ngược với tuyên bố khiếu nại và tìm Pom Pom về các điểm khác. Hành động của Pom Wonderful tại Tòa án Quận Hoa Kỳ đã chờ xử lý từ ngày 23 tháng 5 năm 2012.

## Mật lựu

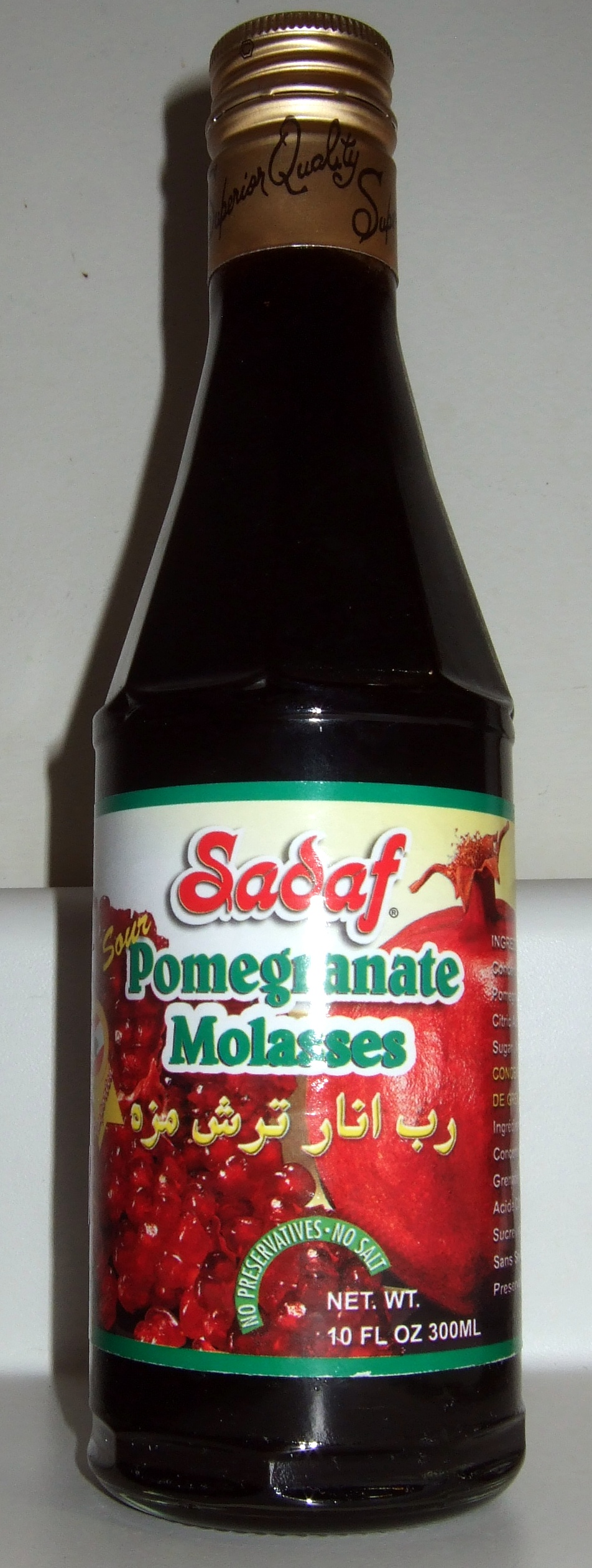
Mật lựu từ Iran

Mật đường lựu là một siro hoa quả được làm từ nước ép quả lựu, không mía đường - chiết xuất rỉ đường. Nó là một chất khử từ nước ép của một loại lựu nhiều hạt, bốc hơi để tạo thành một chất lỏng màu đỏ sẫm, dày. Nó được sử dụng trong fesenjān Iran và pilaf Thổ Nhĩ Kỳ và çoban salatası. Nó được gọi là دبس رمّان (Trò chơi trẻ con Rumman) trong tiếng Ả Rập, NAR ekşisi ở Thổ Nhĩ Kỳ, narşərab ở Azerbaijan.